# Kaptensspelet
Kaptensspelet eller Kaptenslaven är en gruvlave invid det så kallade Kaptenslagret, idag Kaptensgropen, i Malmberget. Laven uppfördes 1913 och användes för att hissa manskap upp och ner i dagbrottet.
Kaptensspelet är beläget i nordvästra änden av Kaptensgropen. Laven var i funktion i femtio år och användes för att hissa ner manskap och maskiner i gruvan. Nedanför laven fanns ett sovringsverk, där malmen lastades på järnvägsvagnar och fraktades bort.
På uppdrag av Länsstyrelsen upprustades laven i slutet av 1980-talet till en kostnad av några miljoner i syfte att göra laven till ett utsiktstorn för allmänheten över Kaptensgropen. LKAB lät dock placera ett stängsel runt laven och förhindrade därmed att laven nyttjades av allmänheten. Stängslet sattes upp utan Gällivare kommuns godkännande. I samband med att gruvlaven fyllde 100 år 2013 öppnades laven igen för besökare, därvid genomfördes en del renoveringsarbeten och kikare placerades ut på utsiktsplatsen.
På 1950-talet arbetade fotografen Lennart Nilsson i Malmberget och fotograferade både Kaptensspelet och arbetarna i gruvan.